# And Love Said No: Greatest Hits 1997-2004
And Love Said No: The Greatest Hits 1997-2004 är en samlingsskiva av HIM som släpptes 15 maj 2004 och är bandets första Greatest Hits.
Albumet innehåller gruppens populäraste låtar samt två till dess tidigare osläppta låtar; And Love Said No samt Neil Diamond-covern Solitary Man. Det innehåller även en nyare version av When Love and Death Embrace och den brittiska versionen av den också uppdaterade It's All Tears (Drown in This Love).
"And Love Said No" och "Solitary Man" har båda gjorts video av, båda regisserade av Bam Margera (jackass, CKY, Viva La Bam, och pro skater)

## Låtlista
1. And Love Said No
2. Join Me In Death
3. Buried Alive By Love
4. Heartache Every Moment
5. Solitary Man
6. Right Here In My Arms
7. The Funeral of Hearts
8. In Joy and Sorrow
9. Your Sweet Six Six Six
10. Gone With the Sin
11. Wicked Game
12. The Sacrament
13. Close to the Flame
14. Poison Girl
15. Pretending
16. When Love and Death Embrace

Den brittiska versionen innehåller ovan nämnda låtar, fast It's All Tears (Drown in this Love) kommer in på spår 14. Utöver de 18 låtarna medföljde även en Special Bonus DVD, Live from Semifinal, Helsingfors, Finland (04.12.2003) med följande låtar:
1. Soul on Fire
2. The Funeral of Hearts
3. Beyond Redemption
4. Sweet Pandemonium
5. Buried Alive By Love
6. The Sacrament